# Aeropuerto de Connemara
El aeropuerto de Connemara (en irlandés: Aerphort Connamara) o el aeropuerto regional de Connemara (Aerfort Regional Connemara) (IATA: NNR, OACI: EICA) está ubicado en Inverin en la región de Connemara de Irlanda, a 28 km al oeste de la ciudad de Galway. También se conoce como aeropuerto de Spiddal, aeropuerto de Inverin, o aeropuerto de Minna.
El aeropuerto fue construido en 1992, financiado en parte por el Údarás na Gaeltachta (la agencia de desarrollo de los pueblos de habla gaélica) para ayudar a garantizar la viabilidad de las comunidades de las Islas Aran.
Aer Arann Islands opera aviones Britten-Norman Islander a las islas Aran de Inisheer (irlandés: Inis Oírr), Inishmaan (irlandés: Inis Meáin) e Inishmore (irlandés: Inis Mór) frente a la costa del condado de Galway en Irlanda.

## Aerolíneas y destinos
| Aerolíneas        | Destinos                       |
| ----------------- | ------------------------------ |
| Aer Arann Islands | Inisheer, Inishmaan, Inishmore |